# Atletismo nos Jogos Pan-Americanos de 1975 - 3000 m com obstáculos masculino
A prova dos 3000 m com obstáculos masculino nos Jogos Pan-Americanos de 1975 foi realizada na Cidade do México, México.

## Medalhistas
| Ouro                           | Prata                    | Bronze                        |
| Mike Manley USA Estados Unidos | José da Silva BRA Brasil | Octavio Guadarrama MEX México |

## Resultados
| Posição           | Nome               | Nacionalidade            | Tempo   | Notas |
| ----------------- | ------------------ | ------------------------ | ------- | ----- |
| Medalha de ouro   | Mike Manley        | USA Estados Unidos       | 9:04.29 |       |
| Medalha de prata  | José da Silva      | BRA Brasil               | 9:05.31 |       |
| Medalha de bronze | Octavio Guadarrama | MEX México               | 9:15.00 |       |
| 4                 | Bryan Stride       | CAN Canadá               | 9:24.46 |       |
| 5                 | Randy Lussenden    | USA Estados Unidos       | 9:29.32 |       |
| 6                 | José Cobo          | CUB Cuba                 | 9:34.46 |       |
| 7                 | Sixto Hierrezuelo  | CUB Cuba                 | 9:40.52 |       |
| 8                 | Modesto Comprés    | DOM República Dominicana | 9:40.59 |       |